# Parafia św. Apostołów Szymona i Judy Tadeusza w Skawinie
Parafia Świętych Apostołów Szymona i Judy Tadeusza w Skawinie – parafia należąca do dekanatu Skawina archidiecezji krakowskiej. Została utworzona w 1364. 
Kościół parafialny wybudowany w 1364, odbudowany w latach 1720–1826, konsekrowany w 1826. Mieści się przy ulicy Kościelnej.
Od 2021 proboszczem parafii jest ks. kan. Andrzej Lichosyt.